# Benoît Charvet
Benoît Charvet (* 14. März 1938 in Algier) ist ein französischer Jazzmusiker (Kontrabass) und Toningenieur.
Mit zwanzig Jahren entdeckte er die Musik. Er erlernte das Klavier, wechselte auf das Instrument Gitarre, das er fünf Jahre lang spielte. Als der Sänger Hugues Aufray einen Bassisten suchte, ergriff Charvet die Chance, die Grundkenntnisse auf dem neuen Instrument zu erlernen. Dabei halft ihm die Tatsache, dass er das Klavier und die Gitarre schon beherrschte. Später ging er nach Paris, wo er mit Jazzmusikern wie Mal Waldron, Lee Konitz & René Thomas spielte. Henri Texier empfahl den jungen Nachwuchsmusiker als Ersatzbassisten an den Saxophonisten Michel Roques, der sein eigenes Trio – mit Franco Manzecchi am Schlagzeug – aufzubaute. Mit diesem Trio bereiste Charvet viele europäische Festivals wie 1969 das Montreux Jazz Festival. Parallel dazu begleitete er weitere Musiker wie Kenny Clarke, Hal Singer, Nathan Davis, Dexter Gordon, Joe Henderson, Hank Mobley, Ted Curson, Dizzy Reece, Charles Tolliver. Das Tandem Charvet-Manzecchi galt in den späten 1960er Jahren als eine der wichtigsten und erfolgreichsten Rhythmusgruppen in Frankreich.
Charvet gab das Musizieren auf und betätigt sich seit den 1980er Jahren als Toningenieur.